# الدوري الليبي الممتاز 1970-71
بطولة الدوري الليبي الحادي عشر لكرة القدم للموسم الرياضي 1978-1979 والذي توقف فيه الدوري وكان دارنس متصدر الدوري حيث قامت الجمعية العمومية بالاتحاد العام الليبي لكرة القدم  اليوم الموافق 14-10-2024 بالتصويت بالإجماع ب 116 صوت على منح البطولة لنادي دارنس بناء على مطالبات ادارات النادي لهذا الحق على مدار سنوات سابقة وبهذا يكون دارنس ( الأوراس سابقاً) بطل الدوري الليبي للممتاز لكرة القدم للموسم  الرياضي 1978-1979.

## الفرق المشاركة
- أندية المنطقة الغربية منطقة طرابلس: النادي الأهلي طرابلس -  نادي الإتحاد الليبي - نادي المدينة الرياضي - نادي الوحدة الليبي - نادي الظهرة - نادي الشرطة الليبي - نادي النهضة  - نادي الاتحاد العسكري

- أندية المنطقة الشرقية منطقة بنغازي : نادي الأهلي بنغازي - نادي النصر - نادي التحدي - نادي الهلال الليبي - نادي الأفريقي درنة - نادي الصقور طبرق - نادي عقبة

- دوري الجماهيرية العام لكرة القدم وهو الدوري الأول الموحد من مجموعة واحدة على مستوى ليبيا الذي يظم  16 فريق من المنطقة الغربية والشرقية في ليبيا .

## نتائج الموسم
| المركز | الفريق              | لعب | فاز | تعادل | خسارة | الأهداف المسجلة | الأهداف المقبولة | النقاط | التأهل أو الهبوط      |
| 1      | الأهلي طرابلس       | 20  | 11  | 7     | 2     | 32              | 16               | 29     | بطل الجمهورية         |
| 2      | الأهلي بنغازي       | 20  | 11  | 6     | 3     | 33              | 18               | 28     |                       |
| 3      | نادي النصر          | 20  | 9   | 6     | 5     | 28              | 24               | 24     |                       |
| 4      | نادي الإتحاد الليبي | 20  | 8   | 4     | 8     | 16              | 18               | 20     |                       |
| 5      | نادي اتحاد الشرطة   | 20  | 6   | 7     | 7     | 18              | 26               | 19     |                       |
| 6      | نادي المدينة        | 20  | 5   | 9     | 6     | 22              | 22               | 19     |                       |
| 7      | نادي الهلال بنغازي  | 20  | 7   | 4     | 9     | 21              | 21               | 18     |                       |
| 8      | نادي إتحاد درنة     | 20  | 6   | 5     | 9     | 25              | 27               | 17     |                       |
| ------ | ------------------- | --- | --- | ----- | ----- | --------------- | ---------------- | ------ | --------------------- |
| 9      | نادي التحدي         | 20  | 6   | 5     | 9     | 20              | 24               | 17     |                       |
| 10     | نادي الوحدة الليبي  | 20  | 6   | 4     | 10    | 15              | 27               | 16     |                       |
| 11     | نادي الظهرة         | 20  | 4   | 5     | 11    | 23              | 35               | 13     | هبط إلى الدرجة الأدنى |